# Gale Storm
Gale Storm (ur. 5 kwietnia 1922 w McDade, zm. 27 czerwca 2009 w Danville) – amerykańska aktorka i piosenkarka.

## Wybrana Filmografia
Seriale
- 1950: Robert Montgomery Presents
- 1952: My Little Margie jako Margie Albright
- 1977: Statek miłości jako Rose Kennycott

Filmy
- 1940: One Crowded Night jako Annie Mathews
- 1946: Parada swingu jako Carol Lawrence
- 1950: Between Midnight and Dawn jako Katharine Mallory
- 1952: Woman of the North Country jako Cathy Nordlund

## Wyróżnienia
Posiada trzy gwiazdy na Hollywoodzkiej Alei Gwiazd.